# May-en-Multien
May-en-Multien est une commune française située dans le département de Seine-et-Marne en région Île-de-France.

## Géographie

### Localisation
May-en-Multien est située à l'extrême nord du département de Seine-et-Marne, à environ 500 mètres de la frontière du département de l'Oise.

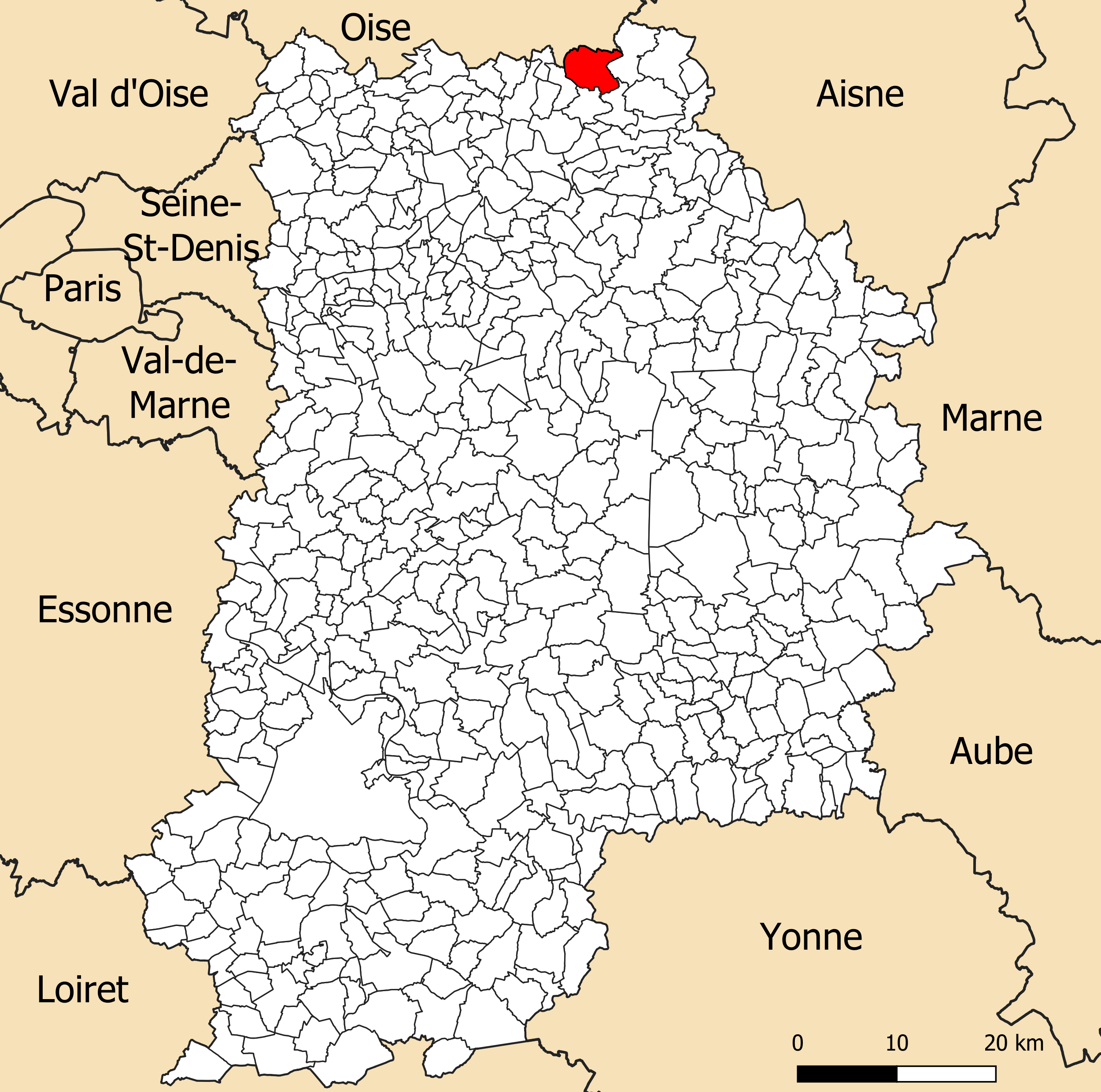
Localisation de la commune de May-en-Multien dans le département de Seine-et-Marne.

### Communes limitrophes

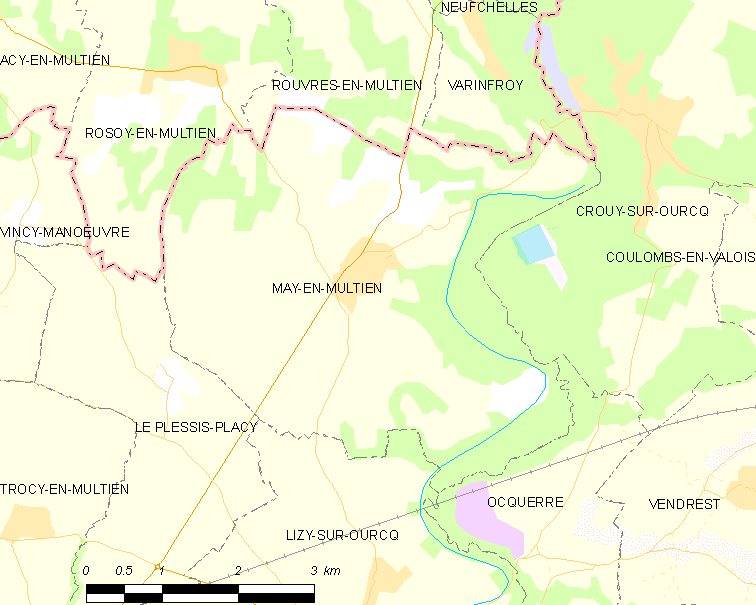
Carte des communes limitrophes de May-en-Multien.

| Rosoy-en-Multien (Oise) | Rouvres-en-Multien (Oise) | Varinfroy (Oise) |
|                         | May-en-Multien            | Crouy-sur-Ourcq  |
| Le Plessis-Placy        | Lizy-sur-Ourcq            | Ocquerre         |

### Géologie et relief
La commune est classée en zone de sismicité 1, correspondant à une sismicité très faible.

### Hydrographie

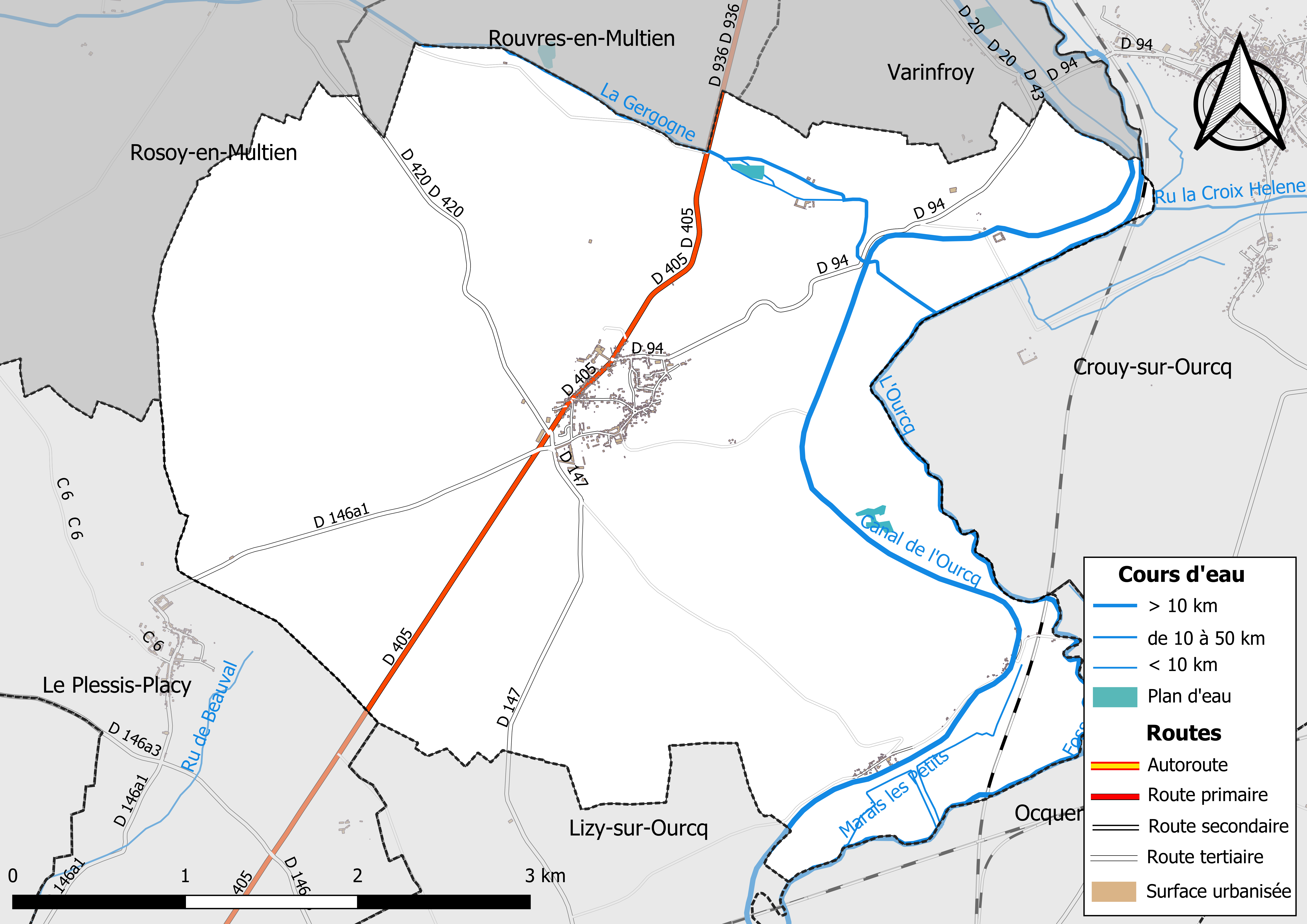
Carte des réseaux hydrographique et routier de May-en-Multien.

Le réseau hydrographique de la commune se compose de onze cours d'eau référencés :
- la Gergogne, longue de 12,37 km[2], ainsi que :
  - un bras de 0,27 km[3] ;
  - un bras de 0,76 km[4] ;
- la rivière l'Ourcq, longue de 86,49 km[5] ;
  - le canal 01 de la Commune de May-en-Multien, de 1,35 km[6], et ;
  - le Marais les Petits, canal de 1,09 km[7], qui confluent avec l’Ourcq ;
  - le cours d'eau 01 des Aunes de Gesvres, 1,52 km[8], et ;
  - le ru la Croix Hélène ou ru Roland, 6,16 km[9], affluents de l’Ourcq ;
    - le cours d'eau 01 de la Grande Prairie, 1,12 km[10], affluent du ru la Croix Helene ;
- le canal de l'Ourcq, long de 96,55 km[11] ;
  - le canal 01 de la Commune de Varinfroy, de 3,11 km[12], qui conflue avec le canal de l'Ourcq.

La longueur totale des cours d'eau sur la commune est de 18,08 km.

### Climat
Pour des articles plus généraux, voir Climat de l'Île-de-France et Climat de Seine-et-Marne.
En 2010, le climat de la commune est de type climat océanique dégradé des plaines du Centre et du Nord, selon une étude du CNRS s'appuyant sur une série de données couvrant la période 1971-2000. En 2020, Météo-France publie une typologie des climats de la France métropolitaine dans laquelle la commune est exposée à un climat océanique altéré et est dans la région climatique Nord-est du bassin Parisien, caractérisée par un ensoleillement médiocre, une pluviométrie moyenne régulièrement répartie au cours de l’année et un hiver froid (3 °C).
Pour la période 1971-2000, la température annuelle moyenne est de 10,6 °C, avec une amplitude thermique annuelle de 15,4 °C. Le cumul annuel moyen de précipitations est de 734 mm, avec 11,2 jours de précipitations en janvier et 8,4 jours en juillet. Pour la période 1991-2020, la température moyenne annuelle observée sur la station météorologique la plus proche, située sur la commune de Changis-sur-Marne à 13 km à vol d'oiseau, est de 11,9 °C et le cumul annuel moyen de précipitations est de 710,1 mm,. Pour l'avenir, les paramètres climatiques de la commune estimés pour 2050 selon différents scénarios d'émission de gaz à effet de serre sont consultables sur un site dédié publié par Météo-France en novembre 2022.

### Milieux naturels et biodiversité
L’inventaire des zones naturelles d'intérêt écologique, faunistique et floristique (ZNIEFF) a pour objectif de réaliser une couverture des zones les plus intéressantes sur le plan écologique, essentiellement dans la perspective d’améliorer la connaissance du patrimoine naturel national et de fournir aux différents décideurs un outil d’aide à la prise en compte de l’environnement dans l’aménagement du territoire.
Le territoire communal de May-en-Multien comprend quatre ZNIEFF de type 1,, : 
- les « Coteau du bois Bossu et carrières Souterraines à Marnoue-la-Poterie » (33,17 ha)[21] ;
- le « Grand Marais et Marais associés » (132,91 ha), couvrant 3 communes du département[22] ;
- la « tourbière de la Fontaine sous le Bois » (54,12 ha)[23] ;
- la « vallée de l'Ourcq de la prairie du Corroy au Pré Sec » (288,9 ha)[24] ;

et une ZNIEFF de type 2,, 
la « vallée de l'Ourcq » (1 434,36 ha), couvrant 4 communes du département.

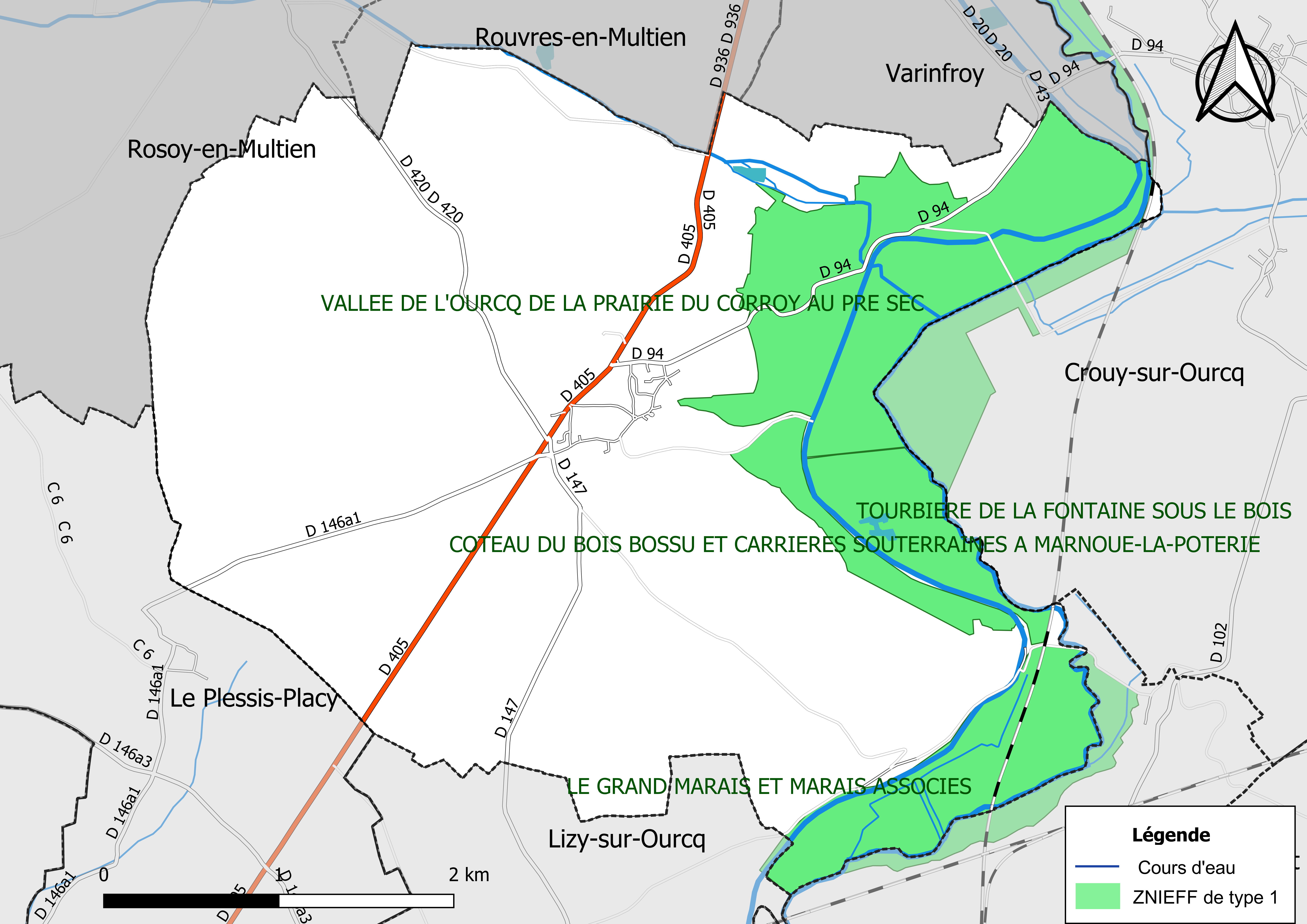
Carte des ZNIEFF de type 1 de la commune.
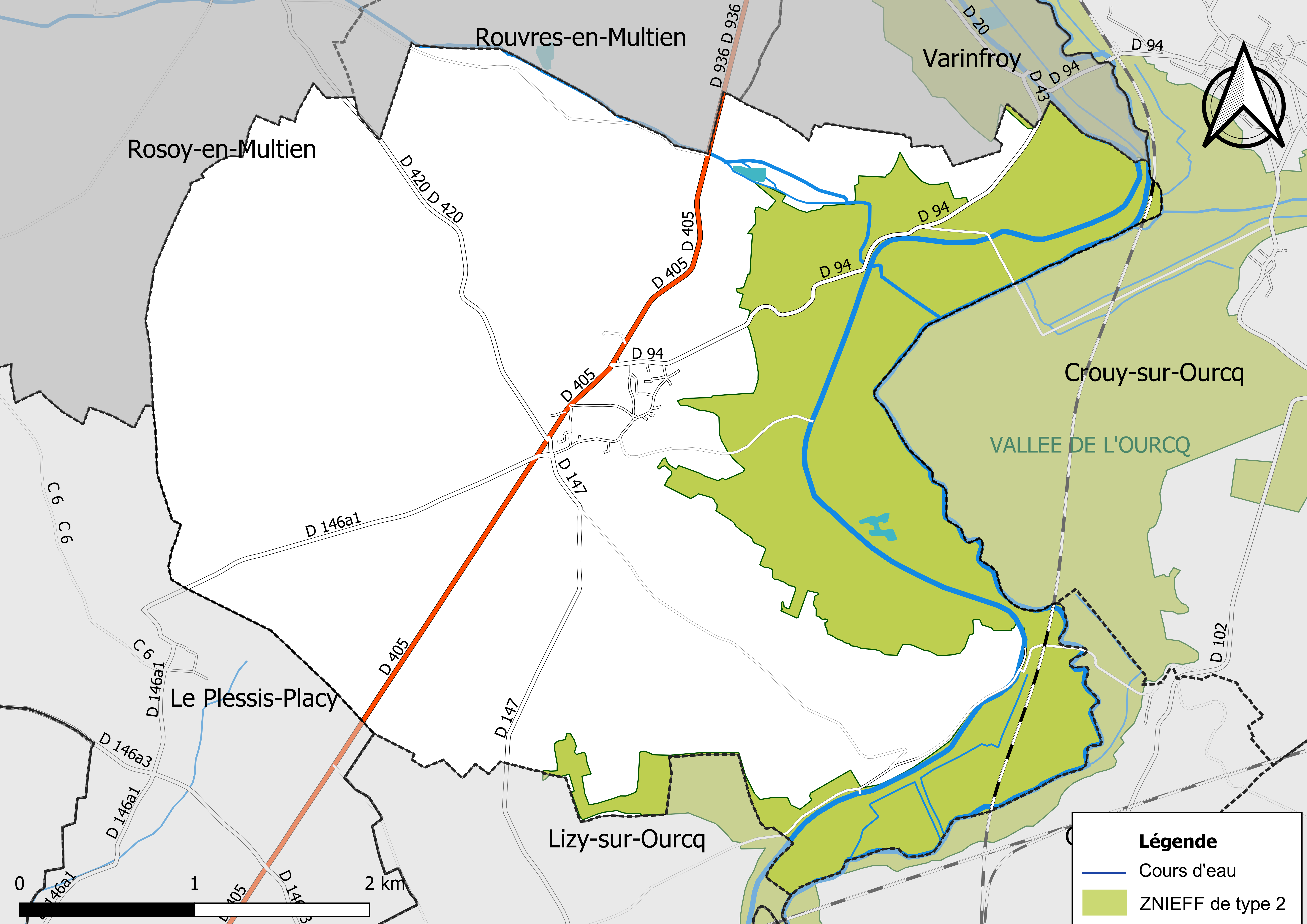
Carte des ZNIEFF de type 2 de la commune.

## Urbanisme

### Typologie
Au 1er janvier 2024, May-en-Multien est catégorisée bourg rural, selon la nouvelle grille communale de densité à sept niveaux définie par l'Insee en 2022.
Elle est située hors unité urbaine. Par ailleurs la commune fait partie de l'aire d'attraction de Paris, dont elle est une commune de la couronne,. Cette aire regroupe 1 929 communes,.

### Lieux-dits et écarts
La commune compte 150 lieux-dits administratifs répertoriés consultables ici (source : le fichier Fantoir).

### Occupation des sols
L'occupation des sols de la commune, telle qu'elle ressort de la base de données européenne d’occupation biophysique des sols Corine Land Cover (CLC), est marquée par l'importance des territoires agricoles (66,7 % en 2018), une proportion sensiblement équivalente à celle de 1990 (66,8 %). La répartition détaillée en 2018 est la suivante : 
terres arables (59,5 %), forêts (28,8 %), prairies (7,2 %), zones urbanisées (2,7 %), milieux à végétation arbustive et/ou herbacée (1,8 %).
Parallèlement, L'Institut Paris Région, agence d'urbanisme de la région Île-de-France, a mis en place un inventaire numérique de l'occupation du sol de l'Île-de-France, dénommé le MOS (Mode d'occupation du sol), actualisé régulièrement depuis sa première édition en 1982. Réalisé à partir de photos aériennes, le Mos distingue les espaces naturels, agricoles et forestiers mais aussi les espaces urbains (habitat, infrastructures, équipements, activités économiques, etc.) selon une classification pouvant aller jusqu'à 81 postes, différente de celle de Corine Land Cover,,. L'Institut met également à disposition des outils permettant de visualiser par photo aérienne l'évolution de l'occupation des sols de la commune entre 1949 et 2018.

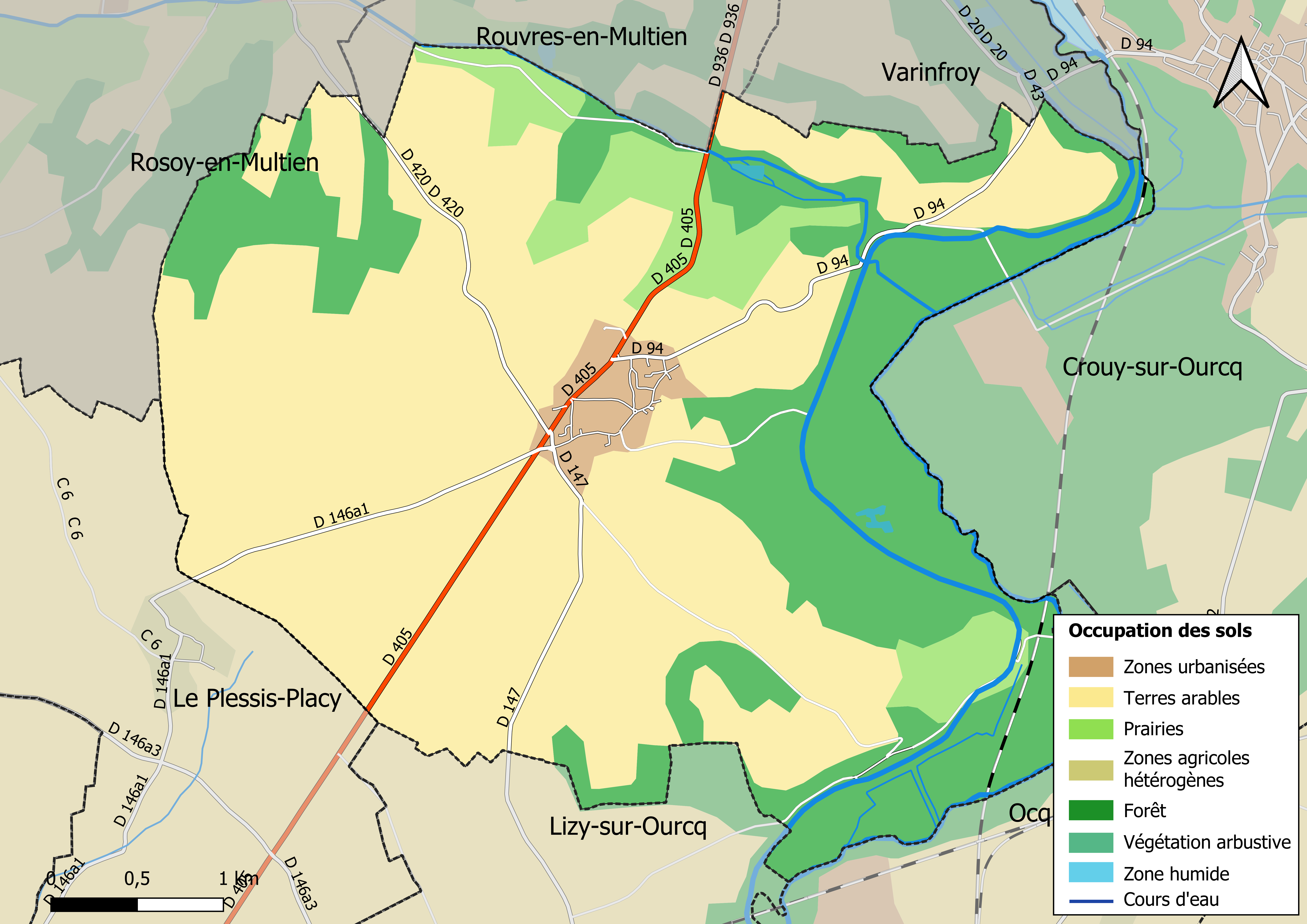
Carte des infrastructures et de l'occupation des sols en 2018 (CLC) de la commune.
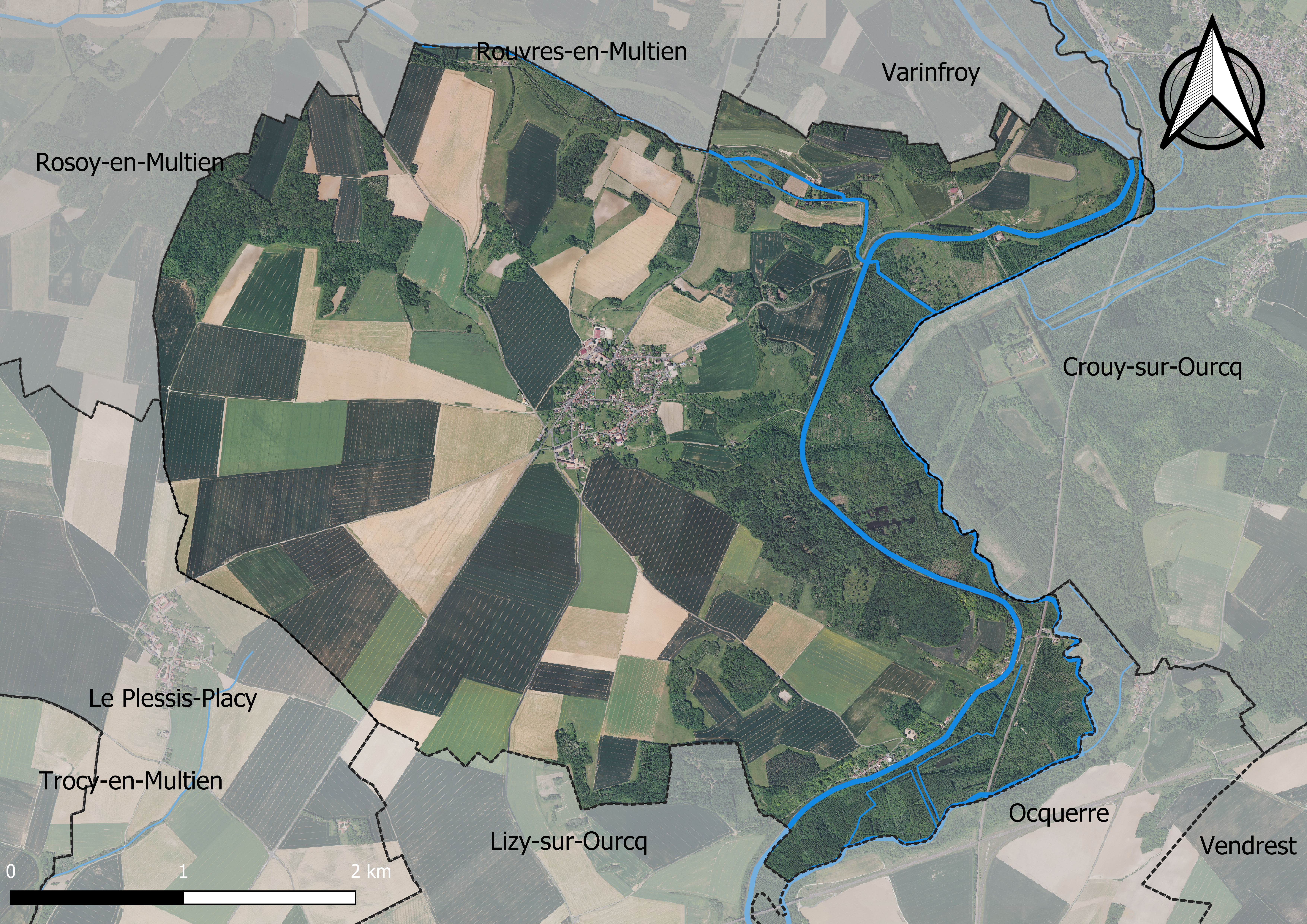
Carte orhophotogrammétrique de la commune.

### Planification
La loi SRU du 13 décembre 2000 a incité les communes à se regrouper au sein d’un établissement public, pour déterminer les partis d’aménagement de l’espace au sein d’un SCoT, un document d’orientation stratégique des politiques publiques à une grande échelle et à un horizon de 20 ans et s'imposant aux documents d'urbanisme locaux, les PLU (Plan local d'urbanisme). La commune est dans le territoire du SCOT Marne Ourcq, approuvé le 6 avril 2017 et porté par le syndicat mixte Marne-Ourcq regroupant 41 communes du Pays de l'Ourcq et du Pays Fertois.
La commune disposait en 2019 d'un plan local d'urbanisme en révision. Le zonage réglementaire et le règlement associé peuvent être consultés sur le Géoportail de l'urbanisme.

### Logement
En 2017, le nombre total de logements dans la commune était de 356 dont 95,8 % de maisons (maisons de ville, corps de ferme, pavillons, etc.) et 3,3 % d'appartements.
Parmi ces logements, 86,8 % étaient des résidences principales, 3,9 % des résidences secondaires et 9,3 % des logements vacants.
La part des ménages fiscaux propriétaires de leur résidence principale s'élevait à 85,8 % contre 11,7 % de locataires dont, 0,3 % de logements HLM loués vides (logements sociaux) et, 2,6 % logés gratuitement.

## Toponymie

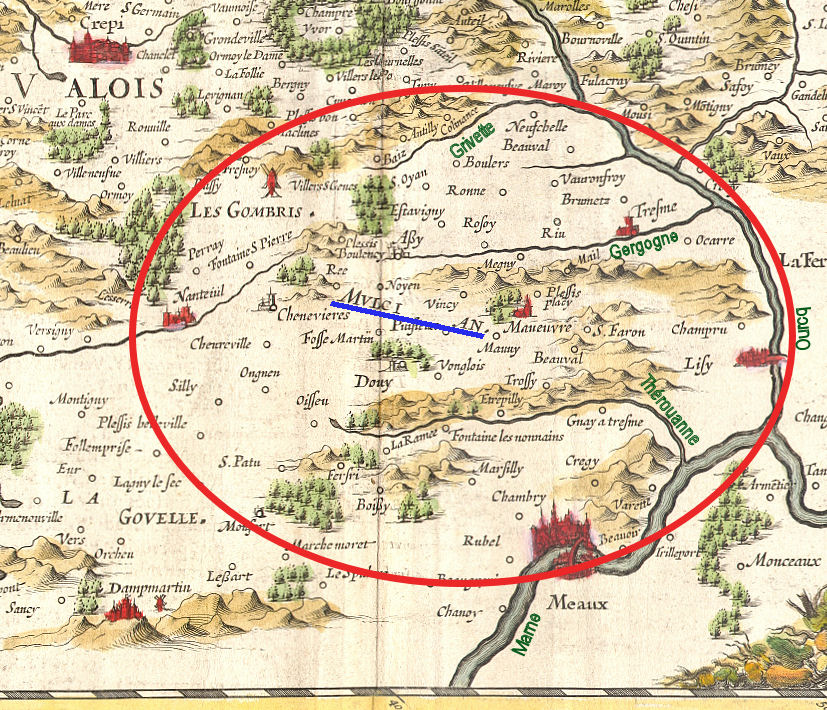
Étendue et limites approximatives du pays de Meaux.

Le nom de la localité est mentionné sous les formes Villa que Mailus dicitur au VIIe siècle ; Altare de Mallio en 1107 ; Altare de Maillio en 1135 ; Malliacum vers 1180 ; Mailg en 1275 ; 
Malleum en 1353 ; Parrochia de Malleo en 1381 ; Mail en Mulcien en 1553 ; Meil en Mulcien en xvie siècle ; Mai en 1731 ; May en l'an IX.
May vient du latin Mallum qui signifie le plaid, autrement dit un lieu d’assemblée. « Dès les premiers temps de la monarchie française, May était le siège d’une juridiction importante. Son juge avait le titre de premier gruyer du Valois et tenait ses audiences dans la plaine du Jarrion, en plein champ, entre six gros ormes, au milieu d’un concours considérable de population ».
Multien vient du latin pagus Meldianus qui signifie du « pays de Meaux ».

## Histoire
Durant la Première Guerre mondiale, le général Alexandre von Klück se poste en haut du clocher de la ville, et voyant la Tour Eiffel, y fixa son objectif, pour les observations permettant le bombardement de Paris.

## Politique et administration
| Période                                  | Période                   | Identité                | Étiquette | Qualité             |
| ---------------------------------------- | ------------------------- | ----------------------- | --------- | ------------------- |
| Les données manquantes sont à compléter. |                           |                         |           |                     |
| mars 2001                                | 2010                      | Jean-Philippe Prudhomme | DVD       |                     |
| 2010                                     | Mars 2014                 | Denis Mahoudeau         |           |                     |
| avril 2014                               | Décembre 2014 (démission) | Jean-Michel Savard      |           |                     |
| décembre 2014                            | 2020                      | Pascal Méheut           |           |                     |
| 2020                                     | En cours                  | Gilles Colmant          |           | Responsable travaux |

## Équipements et services

### Eau et assainissement
L’organisation de la distribution de l’eau potable, de la collecte et du traitement des eaux usées et pluviales relève des communes. La loi NOTRe de 2015 a accru le rôle des EPCI à fiscalité propre en leur transférant cette compétence. Ce transfert devait en principe être effectif au 1er janvier 2020, mais la loi Ferrand-Fesneau du 3 août 2018 a introduit la possibilité d’un report de ce transfert au 1er janvier 2026,.

#### Assainissement des eaux usées
En 2020, la gestion du service d'assainissement collectif de la commune de May-en-Multien est assurée par la communauté de communes du Pays de l'Ourcq (CCPO) pour la collecte, le transport et la dépollution. Ce service est géré en délégation par une entreprise privée, dont le contrat arrive à échéance le 29 février 2024,,.
L’assainissement non collectif (ANC) désigne les installations individuelles de traitement des eaux domestiques qui ne sont pas desservies par un réseau public de collecte des eaux usées et qui doivent en conséquence traiter elles-mêmes leurs eaux usées avant de les rejeter dans le milieu naturel. La communauté de communes du Pays de l'Ourcq (CCPO) assure pour le compte de la commune le service public d'assainissement non collectif (SPANC), qui a pour mission de vérifier la bonne exécution des travaux de réalisation et de réhabilitation, ainsi que le bon fonctionnement et l’entretien des installations,.

#### Eau potable
En 2020, l'alimentation en eau potable est assurée par la communauté de communes du Pays de l'Ourcq (CCPO) qui en a délégué la gestion à une entreprise privée, dont le contrat expire le 31 décembre 2023,.
Les nappes de Beauce et du Champigny sont classées en zone de répartition des eaux (ZRE), signifiant un déséquilibre entre les besoins en eau et la ressource disponible. Le changement climatique est susceptible d’aggraver ce déséquilibre. Ainsi afin de renforcer la garantie d’une distribution d’une eau de qualité en permanence sur le territoire du département, le troisième Plan départemental de l’eau signé, le 3 octobre 2017, contient un plan d’actions afin d’assurer avec priorisation la sécurisation de l’alimentation en eau potable des Seine-et-Marnais. A cette fin a été préparé et publié en décembre 2020 un schéma départemental d’alimentation en eau potable de secours dans lequel huit secteurs prioritaires sont définis. La commune fait partie du secteur CCPO.

## Population et société

### Démographie
L'évolution du nombre d'habitants est connue à travers les recensements de la population effectués dans la commune depuis 1793. Pour les communes de moins de 10 000 habitants, une enquête de recensement portant sur toute la population est réalisée tous les cinq ans, les populations de référence des années intermédiaires étant quant à elles estimées par interpolation ou extrapolation. Pour la commune, le premier recensement exhaustif entrant dans le cadre du nouveau dispositif a été réalisé en 2006.

En 2022, la commune comptait 884 habitants, en évolution de −2,21 % par rapport à 2016 (Seine-et-Marne : +3,92 %, France hors Mayotte : +2,11 %).
| 1793 | 1800 | 1806 | 1821 | 1831 | 1836 | 1841 | 1846 | 1851 |
| ---- | ---- | ---- | ---- | ---- | ---- | ---- | ---- | ---- |
| 744  | 845  | 845  | 817  | 904  | 913  | 883  | 908  | 881  |

| 1856 | 1861 | 1866 | 1872 | 1876 | 1881 | 1886 | 1891 | 1896 |
| ---- | ---- | ---- | ---- | ---- | ---- | ---- | ---- | ---- |
| 914  | 874  | 857  | 857  | 893  | 835  | 810  | 802  | 787  |

| 1901 | 1906 | 1911 | 1921 | 1926 | 1931 | 1936 | 1946 | 1954 |
| ---- | ---- | ---- | ---- | ---- | ---- | ---- | ---- | ---- |
| 792  | 732  | 698  | 587  | 633  | 633  | 555  | 522  | 521  |

| 1962 | 1968 | 1975 | 1982 | 1990 | 1999 | 2006 | 2011 | 2016 |
| ---- | ---- | ---- | ---- | ---- | ---- | ---- | ---- | ---- |
| 465  | 437  | 502  | 553  | 692  | 797  | 843  | 899  | 904  |

| 2021 | 2022 | - | - | - | - | - | - | - |
| ---- | ---- | - | - | - | - | - | - | - |
| 904  | 884  | - | - | - | - | - | - | - |

### Sports
Le club de football de la commune est le FC May. Les différentes équipes jouent en vert à domicile et noir à l’extérieur.
Le club est engagé dans diverses compétitions :
- L'équipe Sénior en D4 Seine-et-Marne Nord
- L'équipe Vétéran en D3 Seine-et-Marne Nord
- L'équipe Futsal en D1 Nord

Le club possède aussi plusieurs équipes pour les plus jeunes des U6/U7 - U8/U9 - U10/U11.

## Économie

### Revenus de la population et fiscalité
En 2017, le nombre de ménages fiscaux de la commune était de 309, représentant 901 personnes et la  médiane du revenu disponible par unité de consommation  de 23 510 euros.

### Emploi
En 2017 , le nombre total d’emplois dans la zone était de 78, occupant 422 actifs  résidants.
Le taux d'activité de la population (actifs ayant un emploi) âgée de 15 à 64 ans s'élevait à 70,4 % contre un taux de chômage de 9,6 %. 
Les 19,9 % d’inactifs se répartissent de la façon suivante : 8,2 % d’étudiants et stagiaires non rémunérés, 6,7 % de retraités ou préretraités et 5 % pour les autres inactifs.

### Secteurs d'activité

#### Entreprises et commerces
En 2018, le nombre d'établissements actifs était de 32 dont 1 dans l’industrie manufacturière, industries extractives et autres, 8 dans la construction, 11 dans le commerce de gros et de détail, transports, hébergement et restauration, 2 dans les activités immobilières, 4 dans les activités spécialisées, scientifiques et techniques et activités de services administratifs et de soutien,  et 6  étaient relatifs aux autres activités de services.
En 2019, 7 entreprises ont été créées sur le territoire de la commune, dont 6 individuelles.
Au 1er janvier 2020, la commune ne disposait pas d’hôtel et de terrain de camping.

#### Agriculture
May-en-Multien est dans la petite région agricole dénommée la « Goële et Multien », regroupant deux petites régions naturelles, respectivement la Goële et le pays de Meaux (Multien). En 2010, l'orientation technico-économique de l'agriculture sur la commune est diverses cultures (hors céréales et oléoprotéagineux, fleurs et fruits).
Si la productivité agricole de la Seine-et-Marne se situe dans le peloton de tête des départements français, le département enregistre un double phénomène de disparition des terres cultivables (près de 2 000 ha par an dans les années 1980, moins dans les années 2000) et de réduction d'environ 30 % du nombre d'agriculteurs dans les années 2010. Cette tendance n'est pas confirmée au niveau de la commune qui voit le nombre d'exploitations rester constant entre 1988 et 2010. Parallèlement, la taille de ces exploitations diminue, passant de 210 ha en 1988 à 199 ha en 2010.
Le tableau ci-dessous présente les principales caractéristiques des exploitations agricoles de May-en-Multien, observées sur une période de 22 ans : 
|                                      | 1988  | 2000  | 2010 |
| ------------------------------------ | ----- | ----- | ---- |
| Dimension économique,                |       |       |      |
| Nombre d’exploitations (u)           | 5     | 5     | 5    |
| Travail (UTA)                        | 24    | 14    | 14   |
| Surface agricole utilisée (ha)       | 1 049 | 1 032 | 997  |
| Cultures                             |       |       |      |
| Terres labourables (ha)              | 918   | 891   | 897  |
| Céréales (ha)                        | 581   | 526   | 466  |
| dont blé tendre (ha)                 | 400   | 423   | 376  |
| dont maïs-grain et maïs-semence (ha) | 173   | 90    | s    |
| Tournesol (ha)                       | 37    |       |      |
| Colza et navette (ha)                | s     | s     | s    |
| Élevage                              |       |       |      |
| Cheptel (UGBTA)                      | 271   | 253   | 159  |

## Culture locale et patrimoine

### Lieux et monuments

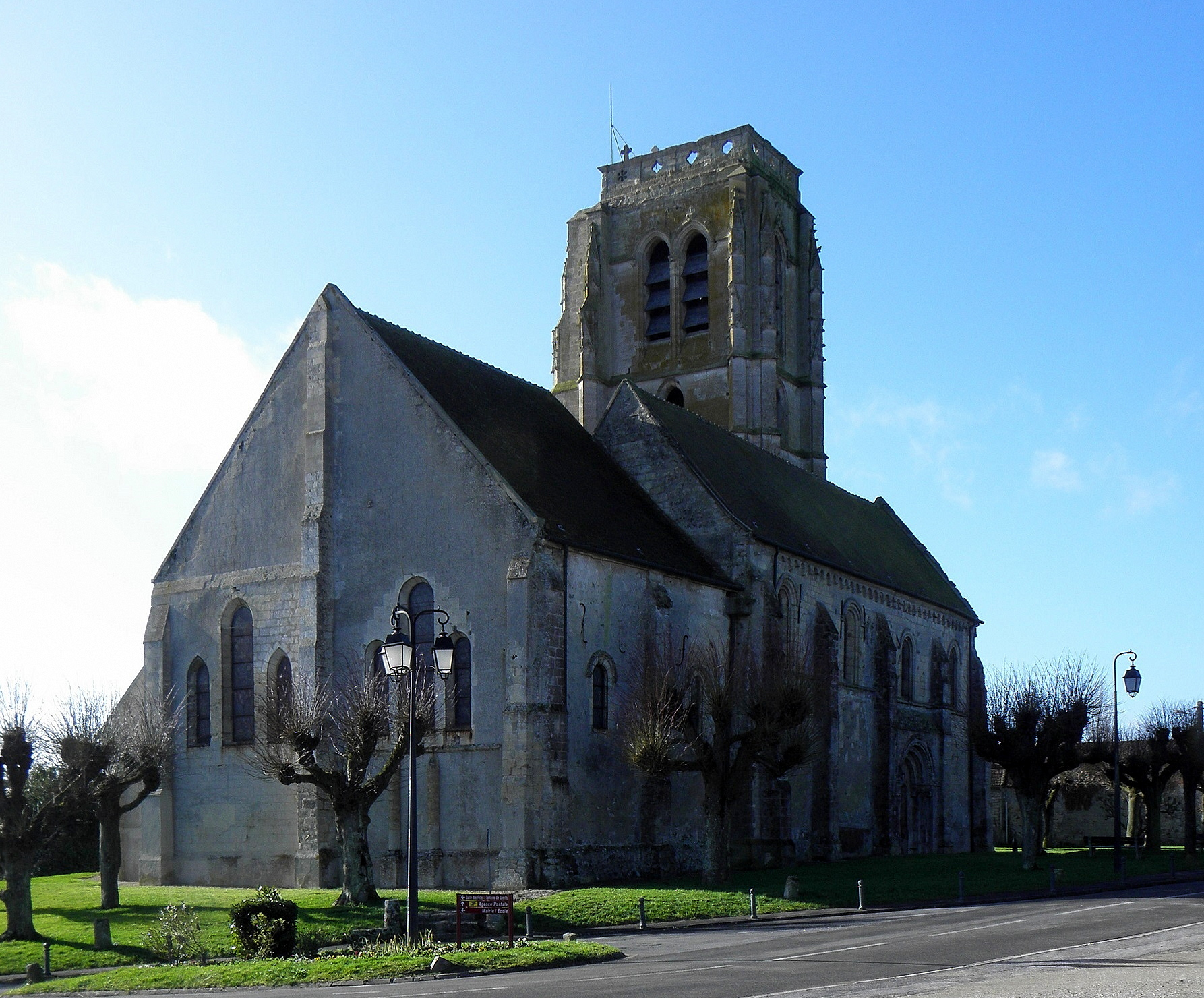
L'église paroissiale de May-en-Multien - cloche de l'église sonnant la demie :Fichier:May-en-Multien - Cloche de l'église Notre-Dame-de-l'Assomption.ogg

- Tombeau du Seigneur : nom donné à un chaos naturel considéré à tort comme un dolmen[70].
- Église paroissiale Notre-Dame-de-l'Assomption, classée monument historique[71].
- Château de Gesvres-le-Duc est un château bâti à Crouy-sur-Ourcq. La construction du château date du XVIe siècle. Son architecte fut François Mansart. Le château de Gesvres-le-Duc fut la propriété de la Famille Potier qui régnèrent sur ces terres durant douze siècles. Il ne reste aujourd'hui du Château de Gesvres-le-Duc que le pavillon d'entrée ainsi que les douves avec leurs ponts et le portail d'entrée avec sa grille. Le Château de Gesvres-le-Duc est inscrit aux M.H. depuis le 24/09/1975.

### Personnalités liées à la commune
- Élie-Abel Carrière (1818-1896), horticulteur et botaniste, y est né.